# جائزة هولندا الكبرى 2025
جائزة هولندا الكبرى لعام 2025 (بالهولندية: Großer Preis der Niederlande 2025) هو سباق سيارات لفئة الفورمولا واحد في 31 أغسطس 2025 على مضمار حلبة بارك زانتفورت في هولندا. الجولة الخامسة عشر من بطولة العالم للفورمولا 1 لعام 2025.

## معلومات عامة
يشارك 20 سائقا يمثلون عشر فرق المسجلة رسميا في قائمة البطولة:
  
| الفريق                               | سائق سباقات | سائق سباقات          |
| الفريق                               | الرقم       | اسم السائق           |
| ------------------------------------ | ----------- | -------------------- |
| فريق بي دبليو تي ألباين اف 1         | 43          | فرانكو كولابينتو     |
| فريق بي دبليو تي ألباين اف 1         | 10          | بيير جاسلي           |
| فريق استون مارتن ارامكو فورمولا واحد | 14          | فرناندو ألونسو       |
| فريق استون مارتن ارامكو فورمولا واحد | 18          | لانس سترول           |
| سكودريا فيراري إتش بي                | 16          | شارل لوكلير          |
| سكودريا فيراري إتش بي                | 44          | لويس هاملتون         |
| فريق موني جرام هاس اف 1              | 31          | إستيبان اوكون        |
| فريق موني جرام هاس اف 1              | 87          | أوليفر بيرمان        |
| فريق ستيك اف 1 كيك ساوبر             | 5           | غابرييل بورتوليتو    |
| فريق ستيك اف 1 كيك ساوبر             | 27          | نيكو هولكينبيرغ      |
| فريق ماكلارين اف ون                  | 4           | ماكلارين-مرسيدس      |
| فريق ماكلارين اف ون                  | 81          | أوسكار بياستري       |
| فريق مرسيدس ايه ام جي بيتروناس اف 1  | 12          | أندريا كيمي أنتونيلي |
| فريق مرسيدس ايه ام جي بيتروناس اف 1  | 63          | جورج راسل            |
| فريق فيزا كاش آب ريسينغ بولز         | 6           | إسحاق حجار           |
| فريق فيزا كاش آب ريسينغ بولز         | 30          | ليام لوسون           |
| اوراكل ريد بول راسينغ                | 1           | ماكس فيرستابين       |
| اوراكل ريد بول راسينغ                | 22          | يوكي تسونودا         |
| ويليامز راسينغ                       | 23          | أليكسندر ألبون       |
| ويليامز راسينغ                       | 55          | كارلوس ساينز         |

### ترتيب البطولة قبل السباق
بعد سباق المجر، يتصدر أوسكار بياستري بفارق 9 نقاط عن لاندو نوريس و 97 نقطة عن ماكس فيرستابين. أما في بطولة الصانعين، يتصدر ماكلارين بفارق 299 نقطة عن فيراري و 323 نقطة عن مرسيدس.

#### جدول الترتيب للبطولة
| مركز. | السائق         | النقاط |
| ----- | -------------- | ------ |
| 1     | أوسكار بياستري | 284    |
| 2     | لاندو نوريس    | 275    |
| 3     | ماكس فيرستابين | 187    |
| 4     | جورج راسل      | 172    |
| 5     | شارل لوكلير    | 151    |
| مرجع: |                |        |

| مركز. | الفريق          | النقاط |
| ----- | --------------- | ------ |
| 1     | ماكلارين-مرسيدس | 559    |
| 2     | فيراري          | 260    |
| 3     | مرسيدس          | 236    |
| 4     | ريد بل- هوندا   | 194    |
| 5     | ويليامز-مرسيدس  | 70     |
| مرجع: |                 |        |

### اختيار الإطارات
توفر شركة بيريللي للسائقين مجموعة من الإطارات من الأنواع C2 الصلب (أبيض)، C3 المتوسط (أصفر)، و C4 اللين (أحمر).
| اطارات الأجواء الجافة | اطارات الأجواء الجافة | اطارات الأجواء الجافة | إطارات الأجواء الماطرة | إطارات الأجواء الماطرة |
| --------------------- | --------------------- | --------------------- | ---------------------- | ---------------------- |
| الصلب (النوع C2)      | متوسط (النوع C3)      | الليّن (النوع C4)      | وسط                    | مبتل                   |